# Серадзское княжество
Серадзское княжество (пол. Księstwo sieradzkie) — польское удельное княжество, существовавшее в 1231—1338/1339 годах со столицей в городе Серадз.

## История
В 1231 года князь Конрад I Мазовецкий потерпел поражение в борьбе за великокняжеский трон. Оставив Краков, он удержал за собой Ленчицкую и Серадзскую земли, входившие в состав Сеньориального удела, образовав на них самостоятельные княжества, и стал их первым князем. В 1233 году Конрад выделил Серадзское княжество старшему сыну Болеславу, но в следующем году забрал его себе, а Болеславу выделил часть Мазовии севернее линии рек Висла и Буг. После смерти Конрада в 1247 году его второй сын Казимир Куявский захватил Ленчицкое и Серадзское княжества.
В 1259 году Казимир Куявский потерпел поражение в борьбе с коалицией польских князей во главе с князем-принцепсом Польши Болеславом V и потерял Серадзское княжество, которое было передано его брату Земовиту Мазовецкому. В 1261 году возник новый конфликт, к которому присоединился и старший сын Казимира Куявского, Лешек Черный, в итоге заполучивший Серадз. Лешек Черный владел княжеством до своей смерти в 1288 году, после чего Серадз унаследовали три его младших брата Владислав Локетек, Казимир и Земовит. Братья разделили свои владения, и в Серадзе стал править Локетек.
Владислав Локетек владел Серадзским княжеством до 1300 года, когда он был изгнан из Польши чешским королем Вацлавом II. В 1300 году Вацлав II подчинил своей власти большую часть Польши и короновался в качестве короля польского. В 1300—1305 годах князьями Серадза и Ленчицы были чешские короли Вацлав II и Вацлав III. В 1305 году Владислав Локетек вернулся из изгнания и к концу года вернул себе Серадзское княжество.
В 1327 или 1328 году польский король Владислав Локетек, вступивший в войну с Тевтонским орденом, решил обменяться владениями со своим племянником. Он передал Серадзское княжество Пшемыслу Иновроцлавскому, забрав у него Иновроцлавское княжество с городами Быдгощ и Вышогруд.
В конце 1338 или в начале 1339 года после смерти бездетного князя Пшемысла Серадзское княжество было включено в состав Польского королевства. На территории бывшего княжества было создано Серадзское воеводство.

## Князья Серадза
| #                                    | Портрет                              | Имя (годы жизни)                                                     | Родители                                     | Годы правления      | Примечания |
| ------------------------------------ | ------------------------------------ | -------------------------------------------------------------------- | -------------------------------------------- | ------------------- | --- |
| 1                                    |                                      | Конрад I Мазовецкий (1187/1188 — 31 августа 1247)                    | Казимир II Елена Зноемская                   | 1231–1233 1234–1247 | князь-принцепс Польши (с 1229 по 1232 и с 1241 по 1243 год), князь Сандомирский (с 1194 по 1200 годы), Мазовецкий (с 1194 по 1247 год), Добжинский (с 1229 по 1247 год), Ленчицкий (с 1231 по 1247 год) |
| 2                                    |                                      | Болеслав I Мазовецкий (ок.1208 — ок. 25 февраля 1248)                | Конрад I Мазовецкий Агафья Святославовна     | 1233–1234           | князь Сандомирский (с 1229 по 1232 годы), Добжинский (с 1227 по 1229 и с 1247 по 1248 год), Мазовецкий (с 1247 по 1248 год) |
| 3                                    |                                      | Казимир I Куявский (ок.1211 — 14 декабря 1267)                       | Конрад I Мазовецкий Агафья Святославовна     | 1247–1259           | князь Куявский (с 1233 по 1267 год), Добжинский (с 1248 по 1267 год), Ленчицкий (с 1247 по 1267 год) |
| 4                                    |                                      | Земовит I Мазовецкий (ок.1215 — 23 июня 1262)                        | Конрад I Мазовецкий Агафья Святославовна     | 1259–1261           | князь Черский (с 1247 по 1248 год), Мазовецкий (с 1248 по 1262 год) |
| 5                                    |                                      | Лешек Черный (ок.1241 — 30 сентября 1288)                            | Казимир I Куявский Констанция Вроцлавская    | 1261–1288           | князь-принцепс Польши (с 1279 по 1288 год, Ленчицкий (с 1267 по 1288 год), Иновроцлавский (с 1273 по 1278 год), Сандомирский (с 1279 по 1288 год) |
| 6                                    |                                      | Владислав I Локетек (3 марта 1260/19 января 1261 год — 2 марта 1333) | Казимир I Куявский Евфросинья Опольская      | 1288–1300           | король Польши (с 1320 по 1333 год), князь-принцепс Польши (с 1306 по 1320 год), князь Бжесць-Куявский (с 1267 по 1300 и с 1305 по 1332 год), Добжинский (с 1267 по 1288, с 1293 по 1295 и с 1327/1328 по 1329 год), Ленчицкий (с 1294 по 1300 год и с 1305 по 1327/1328 годы), Иновроцлавский (с 1327 по 1332 год), Сандомирский (с 1289 по 1292 и с 1304 по 1320 год), Великопольский (с 1296 по 1300 и с 1314 по 1320 год), Померельский (с 1296 по 1300 и с 1306 по 1309 год) |
| 7                                    |                                      | Вацлав II (27 сентября 1271 — 21 июня 1305)                          | Пржемысл Отакар II Кунигунда Славонская      | 1300–1305           | король Чехии (с 1283 по 1305 год), король Польши (с 1300 по 1305 год), князь-принцепс Польши (с 1296 по 1300 год), князь Сандомирский (с 1292 по 1304 год), Бжесць-Куявский (с 1300 по 1305 год), Ленчицкий (с 1300 по 1305 год) |
| 8                                    |                                      | Вацлав III (6 октября 1289 — 4 августа 1306)                         | Вацлав II Юдита Габсбург                     | 1305–1305           | король Чехии (с 1305 по 1306 год), король Польши (с 1305 по 1306 год), князь Бжесць-Куявский (в 1305 году), Ленчицкий (в 1305 году) |
| 6                                    |                                      | Владислав I Локетек (3 марта 1260/19 января 1261 год — 2 марта 1333) | Казимир I Куявский Евфросинья Опольская      | 1305–1327/1328      | король Польши (с 1320 по 1333 год), князь-принцепс Польши (с 1306 по 1320 год), князь Бжесць-Куявский (с 1267 по 1300 и с 1305 по 1332 год), Добжинский (с 1267 по 1288, с 1293 по 1295 и с 1327/1328 по 1329 год), Ленчицкий (с 1294 по 1300 год и с 1305 по 1327/1328 годы), Иновроцлавский (с 1327 по 1332 год), Сандомирский (с 1289 по 1292 и с 1304 по 1320 год), Великопольский (с 1296 по 1300 и с 1314 по 1320 год), Померельский (с 1296 по 1300 и с 1306 по 1309 год) |
| 9                                    |                                      | Пшемысл Иновроцлавский (ок.1278 — 1338/1339)                         | Земомысл Иновроцлавский Саломея Померельская | 1327/1328–1338/1339 | князь Иновроцлавский (с 1267 по 1271 и с 1278 по 1287 год) |
| Вошло в состав Польского королевства | Вошло в состав Польского королевства | Вошло в состав Польского королевства                                 | Вошло в состав Польского королевства         | 1338/1339           | |